# Solidaires étudiant-e-s
Solidaires étudiant-e-s – syndicats de luttes, souvent désigné Solidaires étudiant-e-s ou simplement Solidaires, est une fédération de syndicats étudiants français de gauche voire d'extrême gauche[source insuffisante], membre de l'Union syndicale Solidaires et s'inscrivant dans le syndicalisme de lutte.
Elle est née le 27 janvier 2013 de la fusion de la Fédération SUD Étudiant et de la première  Fédération syndicale étudiante.
La nouvelle fédération se veut être l'outil d'unification du syndicalisme de lutte étudiant.

## Historique

Évolution des syndicats étudiants français entre 1970 et 2022.

### Fondation
Les premiers « SUD Étudiant » furent créés en 1996 (à la suite du mouvement social de novembre-décembre 1995), dans l'esprit du syndicalisme de lutte. Ils furent créés principalement par des membres des coordinations étudiantes de 1995. Les samedi 6 et dimanche 7 mars 1999 à Paris, ils s'organisent en fédération nationale et rejoignent l'Union syndicale Solidaires.
La FSE a été fondée en juin 2000 à Caen, elle est en partie issue de structures dissidentes de l'UNEF refusant de fusionner avec l'UNEF-ID (cette fusion a créé l'UNEF actuelle qui a repris le fonctionnement de l'UNEF-ID) car elles considèrent alors que cela conduit à une « orientation non-syndicale ».
En 2006 et 2008, SUD Étudiant et la FSE sont engagés dans les mouvements contre la loi pour l'égalité des chances et contre la loi relative aux libertés et responsabilités des universités.

### Fusion de SUD Etudiant et de la FSE
Les deux fédérations se sont développées séparément jusqu'à début 2013, mais coopéraient déjà depuis plusieurs années dans de nombreux domaines (campagnes communes, rencontres nationales communes, stages de formations communs). Le 27 janvier 2013, elles fusionnent pour former la fédération Solidaires étudiant-e-s – syndicats de luttes lors du congrès de Saint-Denis. Le 30 mars 2013, l'Association Multiculturelle des Étudiants de Besançon (AMEB), affiliée précédemment à l'Offensive Syndicale Étudiante, rejoint Solidaires étudiant-e-s[source insuffisante].

## Organisation

### Structure administrative
Comme les autres organisations étudiantes françaises se revendiquant syndicat étudiant, Solidaires étudiant-e-s n'est pas un syndicat au sens juridique du terme mais une association loi de 1901, enregistrée à la préfecture de police le 2 mai 2013 sous le nom de « Solidaires étudiant-e-s, syndicats de luttes ». Elle est distincte de l’association enregistrée sous le nom de « Solidaires étudiant-e-s », le 27 mars 2014, qui est la section syndicale de l’université de Nanterre

### Textes et principes fondateurs
Solidaires étudiant-e-s se réclame de la charte de Sud-PTT et de la Charte d'Amiens. Solidaires étudiant-e-s a sa propre charte qui constitue le principal texte qui regroupe tous les syndicats membres.

## Activité

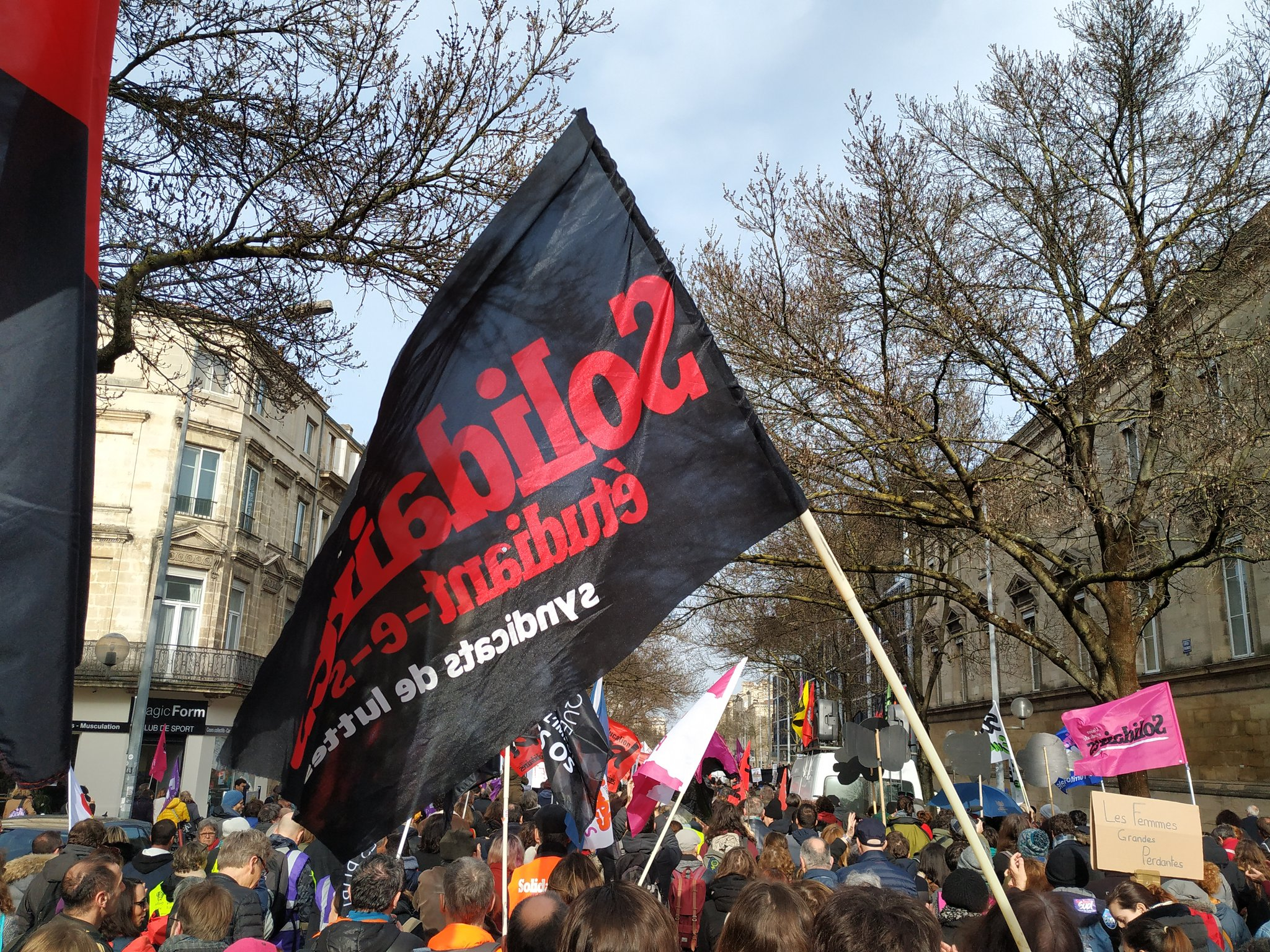
Drapeau dans une manifestation contre la réforme des retraites le 26 Janvier 2020 à Bordeaux

### À partir de 2013
Dès 2013, la nouvelle fédération se lance dans une tentative de mobilisation universitaire, aux côtés des enseignants et des personnels, contre la loi Fioraso relative à l'Enseignement supérieur et à la Recherche. Malgré plusieurs assemblées générales et quelques manifestations de mars à mai 2013[source insuffisante], le mouvement ne prend pas. À l'automne 2013, les syndicats locaux de Solidaires étudiant-e-s prennent directement part à des mobilisations locales liées à l'application de la loi Fioraso et aux difficultés budgétaires des universités[source insuffisante], comme à l'université Paul-Valéry Montpellier III contre la fermeture de l'antenne de Béziers,.
Solidaires étudiant-e-s a également soutenu les mobilisations dans les établissements de travailleurs sociaux autour de la gratification des stages[source insuffisante]. En octobre et novembre 2013, Solidaires étudiant-e-s soutient les mobilisations lycéennes et étudiantes contre les expulsions de sans-papiers,.

### Mort de Clément Méric
Le 5 juin 2013, un militant de Solidaires étudiant-e-s IEP de Paris,, Clément Méric, meurt dans une rixe avec des militants du groupuscule d'extrême droite radicale Troisième Voie. Dès le lendemain et les jours qui suivent, des rassemblements en hommage sont organisés. 6 000 personnes marchent à Paris « contre le fascisme, en soutien à Clément Méric » le 23 juin 2013.

### Lutte contre la sélection à l'université
Le gouvernement d’Édouard Philippe propose fin 2017 un projet de réforme de l’enseignement supérieur en France qui vise notamment à répondre au problème de saturation des universités. Le Plan Etudiants se concrétise par le logiciel Parcoursup, qui succède à Admission Post-Bac pour l'admission des néo-entrants dans l'enseignement supérieur. La mise en place de ce logiciel s'accompagne de la mise en place d'une sélection par les établissements.
Le syndicat étudiant participe à la mobilisation contre la Loi ORE aux côtés des organisations étudiantes en organisant des manifestations, des blocages ou des occupations d'universités comme à Lyon 2 ou à Montpellier.

### #LaPrécaritéTue, mobilisation contre la précarité étudiante
Le 8 novembre 2019, Anas K., un étudiant membre de Solidaires étudiant-e-s Lyon, s'immole par le feu devant le bâtiment du CROUS de Lyon, voulant dénoncer ainsi la précarité à laquelle il était confronté. Il a écrit quelques minutes avant son geste un message publié sur Facebook où il décrit sa situation financière qui l'a mené à ce geste : « Cette année, faisant une troisième L2, je n’avais pas de bourse, et quand j’en avais, 450 euros par mois, est-ce suffisant pour vivre ? » Faisant part de ses inquiétudes pour l’avenir (le chômage, la retraite…), il accuse « Macron, Hollande, Sarkozy et l’UE de [l]’avoir tué, en créant des incertitudes sur l’avenir de tous » ainsi que « Le Pen et les éditorialistes d’avoir créé des peurs plus que secondaires ». Il revendique dans cette lettre l'instauration d'un « salaire étudiant ».
À la suite de ce geste, le syndicat étudiant organisa une journée d'action le mardi 12 novembre en appelant à se mobiliser partout en France contre la précarité étudiante, et soutenu par d'autres syndicats comme l'UNEF ainsi que la FSE. Il y aura eu une quarantaine de rassemblements partout en France métropolitaine, ainsi qu'en Guyane. À Lyon 700 personnes se sont réunies à cet appel, à Paris plusieurs centaines de manifestants s'introduisent dans la cour extérieure du ministère de l'Enseignement Supérieur, tandis qu'à Lille 400 personnes se réunissent et interrompent la conférence de François Hollande, qui été accusé dans la lettre d'Anas K.
Le 20 novembre, une intersyndicale étudiante appelé par Solidaires étudiant-e-s, et réunissant l'ensemble des organisations étudiantes – la FAGE, l’UNEF, Solidaires étudiant-e-s, L’Alternative, la FSE – appelle à une mobilisation le 26 novembre 2019. Cette intersyndicale demande « un plan d'urgence » et « une politique structurelle de résorption de la précarité étudiante » passant par l’augmentation des bourses étudiantes d’« au minimum 20 % », l’augmentation du nombre de logements en cité universitaire et le gel puis la baisse des loyers en cité universitaire. Des rassemblements sont organisés dans une quinzaine de ville : plusieurs centaines d'étudiants à Rennes, Paris, Lille et Grenoble, 1 200 manifestants à Lyon.
Frédérique Vidal, ministre de l'Enseignement Supérieur, annonce la création d'un numéro pour « informer les étudiants sur les aides d'urgence et les démarches à effectuer pour en faire la demande ». Cependant ce service est pointé du doigt par les réseaux sociaux puisqu'il s'agit d'un numéro gris, il n'est donc pas totalement gratuit. Solidaires étudiant-e-s dénonce une « vaste fumisterie » de la part du gouvernement.
Le 8 novembre 2020, Anas K. prend publiquement la parole pour la première fois, après 5 mois de coma via un message Facebook : il remercie les personnes qui se sont mobilisées et appelle à continuer de lutter : « Je tiens à dire à toutes les personnes qui me liront de lutter pour leurs droits car ce n’est pas dans la passivité qu’on arrive à défendre, et encore moins à gagner, de bonnes conditions de vie ».
Le 24 septembre 2020, Solidaires étudiant-es appelle à une mobilisation dans toute la France « contre la transphobie et la précarité » après le suicide de Doona dans sa chambre du CROUS de Montpellier. Étudiante trans, elle dénonçait de la transphobie au sein de l'administration, qu'elle ne pouvait quitter en raison de sa précarité ; institution qui l'a menaçait d'expulsion si elle commettait une nouvelle tentative de suicide. Des rassemblements sont organisés dans une trentaine de ville,. Un lien est établi avec la tentative de suicide d'Anas Kournif ; la mobilisation remet en lumière le sujet de la précarité étudiante comme celui de la transphobie.

### Mobilisations interprofessionnelles
Outre la participation aux mobilisations universitaires, Solidaires étudiant-e-s a également participé aux mobilisations interprofessionnelles contre la réforme des retraites de 2013 ou contre l'Accord national interprofessionnel[source insuffisante].
Le syndicat étudiant a participé à la mobilisation contre la réforme des retraites de 2020 et a appelé à « accentuer la pression sur le gouvernement d’ici au 5 décembre », dans une intersyndicale étudiante.

## Relations avec les autres organisations
Solidaires étudiant-e-s est membre, avec notamment les syndicats SUD (Solidaires, unitaires, démocratiques), de l'Union syndicale Solidaires, ce qui en fait le seul « syndicat étudiant » national membre d'une union syndicale. Le syndicat travaille donc en priorité avec Sud recherche et Sud éducation. Ils s'associent notamment lors des intersyndicales Enseignement Supérieur et Recherche.
Solidaires étudiant-e-s entretient peu de relations, au niveau national, avec l'UNEF, hormis au sein de l'intersyndicale de l'enseignement supérieur et de la recherche. Au niveau local, ces relations sont variables mais souvent délétères ou inexistantes. Meme si des exceptions locales ont existé, notamment à Lyon. Solidaires étudiant-e-s entretient peu de relation avec la FAGE ou PDE et entretient des relations extrêmement tendues avec l'UNI, qu'elle accuse d'être une organisation violente et d'extrême-droite,. L'UNI accuse elle régulièrement des militants de Solidaires étudiant-e-s de violences physiques.

## Audience et représentativité
Le syndicat est présent dans de nombreuses villes étudiantes : Lille, Marseille, Lyon, La Rochelle, Paris, Nantes, Tours, Grenoble, Bordeaux, etc. Il a obtenu une soixantaine d'élus locaux dans une vingtaine établissements lors des élections étudiantes 2016-2017 dans les conseils centraux des universités françaises.
Nationalement, il se présente régulièrement aux élections au CNESER mais n'obtient aucun siège jusqu'aux élections de 2021, où une union avec L'Alternative et la FSE obtient deux sièges. Solidaires étudiant-e-s devient donc représentatif nationalement.
Solidaires étudiant-e-s possède également quelques élus dans les conseils d'administration des CROUS, mais pas en nombre suffisant pour se présenter aux élections CNOUS jusqu'en 2022, où le syndicat remporte deux sièges au terme d'une union avec L'Alternative et la FSE,.

### Détail des résultats au CNESER
| Année | Voix | % | Sièges | Rang | Commentaire |
| ----- | --- | --- | --- | --- | --- |
| 2012  | 54 | 3,31 | 0 / 11 | 6e | |
| 2013  | 51 | 2,90 | 0 / 11 | 5e | |
| 2015  | 58 | 4,02 | 0 / 11 | 5e | |
| 2017  | 55 | 3,80 | 0 / 11 | 5e | |
| 2019  | Solidaires Étudiant-e-s ne présente pas de liste au CNESER en 2019. Certaines sections locales participent toutefois à la liste de l'Alternative. | Solidaires Étudiant-e-s ne présente pas de liste au CNESER en 2019. Certaines sections locales participent toutefois à la liste de l'Alternative. | Solidaires Étudiant-e-s ne présente pas de liste au CNESER en 2019. Certaines sections locales participent toutefois à la liste de l'Alternative. | Solidaires Étudiant-e-s ne présente pas de liste au CNESER en 2019. Certaines sections locales participent toutefois à la liste de l'Alternative. | Solidaires Étudiant-e-s ne présente pas de liste au CNESER en 2019. Certaines sections locales participent toutefois à la liste de l'Alternative. |
| 2021  | 233 | 17,2 | 2 / 11 | 2e | La liste présentée est une union avec L'Alternative et la FSE. Des deux sièges obtenus, un seul revient effectivement à Solidaires étudiant-e-s.  |
| 2023  | Solidaires Étudiant-e-s ne présente pas de liste au CNESER en 2023.                                                                               | Solidaires Étudiant-e-s ne présente pas de liste au CNESER en 2023.                                                                               | Solidaires Étudiant-e-s ne présente pas de liste au CNESER en 2023.                                                                               | Solidaires Étudiant-e-s ne présente pas de liste au CNESER en 2023.                                                                               | Solidaires Étudiant-e-s ne présente pas de liste au CNESER en 2023.                                                                               |

### Au sein des œuvres universitaires
| Année | Voix CNOUS | %     | Sièges | Rang | Commentaire                                                    |
| ----- | ---------- | ----- | ------ | ---- | -------------------------------------------------------------- |
| 2021  | 36         | 20,45 | 2 / 8  | 3e   | La liste présentée est une union avec L'Alternative et la FSE. |
| 2024  | -          | -     | -      | -    | Solidaires étudiant-e-s ne présente pas de liste.              |

## Controverses
En 2018, le syndicat Solidaires étudiant-e-s de l'université Paris VII, aux côtés du syndicat UNEF, essaye d'empêcher une représentation de la pièce « Lettre aux escrocs de l'islamophobie qui font le jeu des racistes » tirée du livre de Charb au motif que cet événement « participe à ce mouvement de construction raciste d'un ennemi de l'intérieur d'une catégorie racialisée dangereuse le/la musulman-e ». Raphaël Enthoven commente l'action du syndicat de la manière suivante : « les censeurs de Charb ne l’ont pas lu eux-mêmes ». Pour Jack Dion, directeur adjoint de la rédaction de Marianne, le syndicat réhabilite le blasphème.
En 2021, le syndicat majoritaire de l'IEP de Lyon, Solidaires Étudiant-e-s Lyon publie, au coté du Collectif Pamplemousse un communiqué s'interrogeant sur la venue de la Ligue internationale contre le racisme et l'antisémitisme (LICRA) pour la semaine nationale d'éducation et d'actions contre le racisme et l'antisémitisme. Ces deux organisations dénoncent des « ambiguïtés » sur l'islamophobie et la laïcité. La LICRA réagit à ce communiqué en reprochant à Solidaires Étudiant-e-s de vouloir « interdire le pluralisme ». La LICRA a ajouté qu'elle n'a « aucune leçon de maintien à recevoir de la part d’un syndicat qui organise des formations en non-mixité « raciale » ». En 2025, dans le cadre d'un congrès de Nantes Université contre le racisme et l’antisémitisme, le syndicat Solidaires Étudiant-e-s de Nantes a lui aussi dénoncé dans un communiqué au coté de l'Union Pirate Nantes la venue de la LICRA. Ils considèrent que les positions de la LICRA sont « incompatibles avec les valeurs de Nantes Université ».
Le 8 octobre 2023, la section de l'École des hautes études en sciences sociales (EHESS) de Solidaires Étudiant-e-s a publié un communiqué ou elle déclare son soutien « indéfectible à la lutte du peuple palestinien dans toutes ses modalités et formes de lutte, y compris la lutte armée ». A la suite de ce communiqué le président de l'EHESS, Romain Huret a fait un signalement PHAROS ainsi qu'un rappel à la loi et a déclaré « Les termes de la section syndicale m'ont choqué. Un rappel à la loi a été fait auprès du syndicat étudiant ». En avril plusieurs syndicalistes de Solidaires Étudiant-e-s EHESS ont été convoqués par la police dans le cadre d'une enquête pour apologie du terrorisme.